# Baka to Test to Shōkanjū
Baka to Test to Shōkanjū (バカとテストと召喚獣, Baka to Test to Shōkanjū, lit. Idiotas, Testes e Seres Invocados) é uma light novel japonesa feita por Kenji Inoue com ilustrações de Yui Haga. O primeiro light novel da série foi lançado em 29 de janeiro de 2007, e, em 10 de fevereiro de 2011, um total de doze volumes já tinham sido lançados. Uma adaptação em mangá feita por Mosuke Mattaku começou a ser publicada na revista mensal Shōnen Ace em 25 de abril de 2009. Outra adaptação para mangá feita por namo começou a ser publicada na revista online Famitsu Comic Clear em 30 de outubro de 2009. Uma adaptação em anime pelo estúdio Silver Link começou a ser exibida na emissora TV Tokyo em 7 de janeiro de 2010, encerrando em 31 de março do mesmo ano, com 13 episódios. Dois episódios em formato OVA, foram distribuídos em dois BD/DVD, lançados em 23 de fevereiro de 2011 e 30 de março de 2011, respectivamente. A segunda temporada do anime estreou em julho de 2011.

## Sinopse
A História gira em torno de Yoshii Akihisa, o "idiota" do título do anime. Ele entra na Academia Fumizuki, uma escola que implantou um sistema diferente para dividir seus alunos: suas classes são decididas de acordo com seu resultado em um exame realizado antes do início do ano letivo, separando-os em classes de "A" a "F". Quanto maior for a classe, melhores serão suas instalações, portanto a classe A possui a melhor sala e a F, a pior. Durante o ano letivo, as classes podem batalhar entre si utilizando um "sistema de invocação de "seres", onde cada aluno possui um ser, cujos pontos são baseados no resultado de seu último teste. Caso os pontos do ser cheguem a zero, o aluno tem que fazer um novo exame para recuperar seus pontos. Uma batalha entre classes somente acaba quando os pontos do representante da classe chegam a zero. Uma batalha somente pode começar com a autorização de um professor. A classe que ganha a batalha fica com as instalações da perdedora (caso uma classe inferior perca frente a uma classe superior, os privilégios da inferior serão diminuídos e se uma inferior ganhar a uma superior, as instalações serão trocadas entre eles).
No início do ano, durante o exame de qualificação, Himeji Mizuki, uma aluna promissora, desmaia e fica sem pontuação, indo para a classe 2-F. Akihisa, que estava do lado de Mizuki durante o fato, tinha esperanças de entrar em uma classe boa, mas termina com uma pontuação baixa e vai para a mesma classe 2-F, considerada a pior classe de toda a escola, principalmente pelo fato de ser formada por alguns dos mais estranhos alunos da escola. Akihisa decide então melhorar o nível da classe através de "guerras de invocação de seres", para propiciar a Mizuki melhores condições. Além de Mizuki, Akihisa contará com a ajuda do representante de classe Sakamoto Yūji, o bishōnen Kinoshita Hideyoshi, o pervertido Kōta Tsuchiya e Shimada Minami, considerada por Akihisa como seu maior inimigo.

## Mídia

### Light novel
Baka to Test to Shōkanjū começou como uma série de light novels escrita por Kenji Inoue, com ilustrações de Yui Haga. A Enterbrain publicou 18 volumes de 29 de janeiro de 2007 a 30 de março de 2015 sob o selo Famitsu Bunko; 12 compreendem a história principal, enquanto os outros seis são coleções de histórias paralelas.
| N.º  | Data de lançamento      | ISBN                                     |
| ---- | ----------------------- | ---------------------------------------- |
| 1    | 29 de janeiro de 2007   | 978-4-7577-3329-9                        |
| 2    | 28 de abril de 2007     | 978-4-7577-3505-7                        |
| 3    | 30 de agosto de 2007    | 978-4-7577-3682-5                        |
| 3.5  | 30 de janeiro de 2008   | 978-4-7577-3979-6                        |
| 4    | 30 de maio de 2008      | 978-4-7577-4236-9                        |
| 5    | 29 de novembro de 2008  | 978-4-7577-4518-6                        |
| 6    | 30 de abril de 2009     | 978-4-7577-4827-9                        |
| 6.5  | 29 de agosto de 2009    | 978-4-7577-5040-1                        |
| 7    | 26 de dezembro de 2009  | 978-4-04-726195-2                        |
| 7.5  | 27 de fevereiro de 2010 | 978-4-04-7263130                         |
| 8    | 30 de agosto de 2010    | 978-4-04-726727-5                        |
| 9    | 29 de janeiro de 2011   | 978-4-04-727031-2                        |
| 9.5  | 30 de junho de 2011     | 978-4-04-727332-0                        |
| 10   | 26 de dezembro de 2011  | 978-4-04-727647-5                        |
| 10.5 | 29 de setembro de 2012  | 978-4-04-728351-0                        |
| 11   | 30 de março de 2013     | 978-4-04-728752-5 978-4-04-728753-2 (EE) |
| 12   | 30 de novembro de 2013  | 978-4-04-729293-2                        |
| 12.5 | 30 de março de 2015     | 978-4-04-730298-3 978-4-04-730297-6 (EE) |

### Anime
Uma adaptação da série em anime produzida pelo estúdio Silver Link sob a direção de Shin Ōnuma foi ao ar no Japão entre 7 de Janeiro e 31 de Março de 2010, e possui 13 episódios ao todo. Dois episódios em formato OVA intitulados Baka to Test to Shoukanjuu: Matsuri, contando sobre o festival cultural escolar, foram lançados em dois BD/DVD, o primeiro volume foi lançado em 23 de Fevereiro de 2011 e o segundo volume foi lançado em 30 de Março de 2011. Em janeiro de 2011 o site oficial do anime confirmou a segunda temporada do anime, prevista para estrear em julho de 2011 com o título de Baka to Test to Shoukanjuu Ni!.

#### Episódios
Primeira temporada
| #  | Título original                       | Título em Rōmaji                                         | Título em português                                            | Data de Exibição (Japão) |
| -- | ------------------------------------- | -------------------------------------------------------- | -------------------------------------------------------------- | ------------------------ |
| 01 | バカとクラスと召喚戦争                | Baka to Kurasu to Shōkan Sensō                           | Idiotas, Classes e Guerra de Invocação                         | 7 de Janeiro de 2010     |
| 02 | ユリとバラと保健体育                  | Yuri to Bara to Hoken Taiiku                             | Lírios, Rosas e Educação Física                                | 14 de Janeiro de 2010    |
| 03 | 食費とデートとスタンガン              | Shokuhi to Dēto to Sutangan                              | Despesas com Refeições, Encontros e Armas de Choque            | 21 de Janeiro de 2010    |
| 04 | 愛とスパイスとお弁当                  | Ai to Supaisu to Obentō                                  | Amor, Tempero e Obentō                                         | 28 de Janeiro de 2010    |
| 05 | 地図と宝とストライカー・シグマV       | Chizu to Takara to Sutoraikā Shiguma Bui                 | Mapa, Tesouro e Striker Sigma V                                | 4 de Fevereiro de 2010   |
| 06 | 僕とプールと水着の楽園――と            | Boku to Pūru to Mizugi no Rakuen――to                     | Eu, Piscina e Paraíso dos Biquínis―― e                         | 11 de Fevereiro de 2010  |
| 07 | 俺と翔子と如月グランドパーク          | Ore to Shōko to Kisaragi Gurando Pāku                    | Eu, Shōko e Kisaragi Grand Park                                | 18 de Fevereiro de 2010  |
| 08 | 暴走と迷宮と召喚獣補完計画            | Bōsō to Meikyū to Shōkanjū Hokan Keikaku                 | Fugitivo, Labirinto e Projeto de Construção de Seres Invocados | 25 de Fevereiro de 2010  |
| 09 | キスとバストとポニーテール            | Kisu to Basuto to Poniitēru                              | Beijo, Busto e Rabo de Cavalo                                  | 4 de Março de 2010       |
| 10 | 模試と怪盗とラブレター                | Moshi to Kaitō to Rabu Retā                              | Falso Exame, Ladrão Fantasma e Carta de Amor                   | 11 de Março de 2010      |
| 11 | 宿敵と恋文と電撃作戦                  | Shukuteki to Koibumi to Dengeki Sakusen                  | Rival, Carta de Amor e Ataque Relâmpago                        | 18 de Março de 2010      |
| 12 | 愛と勇気と俺達の戦いはこれからだ!(仮) | Ai to Yūki to Oretachi no Tatakai wa kore kara da!(Kari) | Amor, Coragem e Nossa Batalha Acabou de Começar (Provisório)   | 25 de Março de 2010      |
| 13 | バカとテストと召喚獣                  | Baka to Tesuto to Shōkanjū                               | Idiotas, Testes e Seres Invocados                              | 31 de Março de 2010      |

Segunda temporada
| #  | Título original               | Título em Rōmaji                       | Título em português                 | Data de Exibição (Japão) |
| -- | ----------------------------- | -------------------------------------- | ----------------------------------- | ------------------------ |
| 01 | 僕とみんなと海水浴っ!         | Boku to Minna to Kaisuiyoku!           | Eu, Todos e Nadar na Praia!         | 7 de Julho de 2011       |
| 02 | 僕と浴衣とお祭り騒ぎっ!       | Boku to Yukata to Omatsurisawagi!      | Eu, Yukatas e Folia!                | 14 de Julho de 2011      |
| 03 | 僕とあの娘とぬいぐるみっ!     | Boku to Ano Ko to Nuigurumi!           | Eu, Aquela Garota e Pelúcia!        | 21 de Julho de 2011      |
| 04 | 僕と本音と男の尊厳っ!         | Boku to Hon'ne to Otoko no Songen!     | Eu, Motivo e Dignidade do Homem!    | 28 de Julho de 2011      |
| 05 | 僕とのぞきと強化合宿っ!       | Boku to Nozoki to Kyōka Gasshuku!      | Eu, Espiar e Acampamento de Treino! | 4 de Agosto de 2011      |
| 06 | 僕とのぞきと男の友情っ!       | Boku to Nozoki to Otoko no Yūjō!       | Eu, Espiar e Amizade Masculina!     | 11 de Agosto de 2011     |
| 07 | 僕とのぞきと遥かなる桃源郷っ! | Boku to Nozoki to Harukanaru Tōgenkyō! | Eu, Espiar e Paraíso Distante!      | 18 de Agosto de 2011     |
| 08 | ウチと日本と知らない言葉      | Uchi to Nippon to Shiranai Kotoba      | Eu, Japão e Palavra Desconhecida    | 25 de Agosto de 2011     |
| 09 | 僕と恋路と交渉術っ!           | Boku to Koiji to Kōshō-jutsu!          | Eu, Romance e Diplomacia!           | 1 de Setembro de 2011    |
| 10 | 僕と恋路と恋愛術っ!           | Boku to Koiji to Ren'ai-jutsu!         | Eu, Romance e Arte do Amor!         | 8 de Setembro de 2011    |
| 11 | 雄二と翔子と幼い思い出        | Yūji to Shōko to Osanai Omoide         | Yūji, Shōko e Memórias da Infância  | 15 de Setembro de 2011   |
| 12 | バカと道化と鎮魂歌っ!         | Baka to Dōke to Rekuiemu!              | Idiotas, Tolos e Réquiem!           | 22 de Setembro de 2011   |

#### Músicas
- Primeira temporada

Tema de Abertura
「Perfect-area complete!」
Letra - Aki Hata / Música - Ken'ichi Maeyamada / Cantora - Natsuko Aso
Tema de Encerramento
「バカ・ゴー・ホーム」　"Baka go Gome"
Letra - bamboo / Música - Ichiban-boshi☆Hikari / Cantora - milktub (Episódios 1-6 e 10-13)
「晴れときどき笑顔」 (Hare Tokidoki Egao) "Às Vezes, Sorriso Ensolarado"
Letra e Música - yozuka* / Cantora - Himeji Mizuki (Hitomi Harada), Shimada Minami (Kaori Mizuhashi), Kinoshita Hideyoshi (Emiri Katō) e Kirishima Shōko (Tomomi Isomura) (Episódios 7-9)
- Segunda temporada

Tema de Abertura
「君+謎+私でJUMP!!」 (Kimi+Nazo+Watashi JUMP!!) "Você+Mistério+Eu JUMP!!"
Letra - Hata Aki / Música - Takase Kazuya / Cantor - Larval Stage Planning